# Club Deportivo Praviano
El Club Deportivo Praviano es un club de fútbol de España, de la población de Pravia (Asturias) España. Fundado en 1949, su mayor éxito fue el título de campeón del grupo II de Tercera División en 1966. En la actualidad juega en la Tercera Federación. Su terreno de juego es el de "Santa Catalina", con una capacidad aproximada de 2500 espectadores. 

## Historia
Fundado en 1949, su primer presidente fue Manuel López de la Torre.  
Fue campeón del Campeonato Regional Astur-Montañés de Aficionados en 1950, tras doblegar al Santoña Club de Fútbol en la final.
Entre sus mayores logros destacan la conquista de un título de Tercera División en 1966 y un subcampeonato en la misma categoría la temporada anterior. Estos resultados le permitieron disputar dos promociones de ascenso a Segunda División. En la primera en 1965, fue eliminado por la Sociedad Deportiva Huesca. Tras disputar dos partidos con idéntico resultado de 0-1, se resolvería el desempate en un tercer encuentro en el Campo de San Jorge de la capital oscense, con victoria para los locales por 1-0. El único gol conseguido por los pravianistas en la eliminatoria, fue logrado por el jugador valdesano Extremín. En la segunda promoción, en 1966, esta vez lo hacía como campeón del Grupo II de Tercera División. Corrió idéntica suerte y fue eliminado a las primeras de cambio, esta vez de forma más contundente por el Club Ferrol, con un 5-0 en La Ciudad Departamental y una nueva derrota en tierras asturianas por 1-3 (el gol local fue anotado por Luisín).
Por contra, su época más oscura fue a principios del siglo XXI cuando tras caer a categorías regionales, llegó incluso a disputar dos campañas en Primera Regional de Asturias. 
El 22 de junio de 2019 sus socios aprobaron asociarse al Real Oviedo, convirtiéndose así en el tercer equipo de los de la capital del principado por detrás del primer equipo y del Real Oviedo Vetusta produciéndose una vinculación federativa entre ambas entidades, lo que permitirá que distintos futbolistas puedan actuar con los dos equipos.
La temporada siguiente, el Praviano dejó de ser el segundo filial del Real Oviedo, para evitar un posible descenso por arrastre, aunque continuó como club colaborador y la mayor parte de sus jugadores llegaron cedidos por el club azul. Además, siguieron ejercitándose por las mañanas en las "Instalaciones Tensi" de Oviedo.
Por otra parte, el Villa de Pravia Club Deportivo pasó a ser filial del C. D. Praviano, en un acuerdo que se ceñiría únicamente al área deportiva y que mantendría la autonomía de cada club en la gestión, administración y planificación de sus entidades. De esta manera, el club rojillo podría disponer de los jugadores juveniles que estime oportunos para partidos y entrenamientos.

## Uniforme
- Uniforme titular: camiseta roja con detalles azules; pantalón azul y medias azules con ribetes blancos.
- Uniforme alternativo: completamente de color gris.

Actualmente el patrocinador es Cafés Toscaf y su publicidad se incluye en el pecho de las camisetas. Las equipaciones son de la marca "Sukan".

## Estadio
El Club Deportivo Praviano disputa sus partidos como local en el "Campo Municipal Santa Catalina", propiedad del Ayuntamiento de Pravia. Se encuentra en el barrio de Santa Catalina, dentro de la parroquia rural de Agones. Tiene capacidad para unos 2500 espectadores, distribuidos en una tribuna de preferencia cubierta con asientos en la parte central, una pequeña grada de fondo, y un banco que recorre el lateral opuesto a la tribuna. Posee focos de luz artificial pero que no alumbran lo suficiente como para que se disputen partidos oficiales en horario nocturno. Posee un bar y un edificio principal que alberga los vestuarios, la oficina del club y un almacén.
El C. D. Praviano se entrena en el campo de fútbol municipal La Figalona II, de hierba sintética, hogar del Club Deportivo Villa de Pravia, club de fútbol base del concejo.

## Filial
Cuenta como filial con el club de fútbol base, del Club Deportivo Villa de Pravia. Y que desde 2023, denomina a su equipo sénior en Tercera Asturfútbol, como Club Deportivo Praviano "B". Este filial, disputa sus encuentros como local en el terreno de hierba sintética de La Figalona 2, ubicado en Agones (Pravia). En 2024 ascendió a Segunda Asturfútbol.

## Trayectoria en competiciones nacionales
- Temporadas en Primera División: 0
- Temporadas en Segunda División: 0
- Temporadas en Primera Federación: 0
- Temporadas en Segunda Federación: 0
- Temporadas en Tercera: 32
- Participaciones en Copa del Rey: 2

## Trayectoria
| Temporada | Nivel | Categoría                        | Puesto | Copa del Rey     |
| --------- | ----- | -------------------------------- | ------ | ---------------- |
| 1949-50   | 5     | 2.ª Regional                     | 3.º    |                  |
| 1950-51   | 5     | 2.ª Regional                     | 3.º    |                  |
| 1951-52   | 5     | 2.ª Regional                     | 1.º    |                  |
| 1952-53   | 4     | 1.ª Categoría Regional           | 5.º    |                  |
| 1953-54   | 4     | 1.ª Categoría Regional           | 6.º    |                  |
| 1954-55   | 4     | 1.ª Categoría Regional           | -      |                  |
| 1955-56   | 4     | 1.ª Categoría Regional           | 7.º    |                  |
| 1956-57   | 4     | 1.ª Categoría Regional           | 3.º    |                  |
| 1957-58   | 4     | 1.ª Categoría Regional           | 3.º    |                  |
| 1958-59   | 3     | 3.ª División                     | 13.º   |                  |
| 1959-60   | 3     | 3.ª División                     | 10.º   |                  |
| 1960-61   | 3     | 3.ª División                     | 16.º   |                  |
| 1961-62   | 4     | 1.ª Categoría Regional           | 7.º    |                  |
| 1962-63   | 4     | 1.ª Categoría Regional           | 1.º    |                  |
| 1963-64   | 3     | 3.ª División                     | 6.º    |                  |
| 1964-65   | 3     | 3.ª División                     | 2.º    |                  |
| 1965-66   | 3     | 3.ª División                     | 1.º    |                  |
| 1966-67   | 3     | 3.ª División                     | 5.º    |                  |
| 1967-68   | 3     | 3.ª División                     | 8.º    |                  |
| 1968-69   | 3     | 3.ª División                     | 16.º   |                  |
| 1969-70   | 3     | 3.ª División                     | 19.º   |                  |
| 1970-71   | 4     | 1.ª Categoría Regional           | 10.º   |                  |
| 1971-72   | 4     | 1.ª Categoría Regional           | 17.º   |                  |
| 1972-73   | 4     | 1.ª Categoría Regional           | 4.º    |                  |
| 1973-74   | 4     | 1.ª Categoría Regional           | 4.º    |                  |
| 1974-75   | 4     | 1ª Categoría Regional Preferente | 13.º   |                  |
| 1975-76   | 4     | 1ª Categoría Regional Preferente | 18.º   |                  |
| 1976-77   | 5     | 2.ª Regional Preferente          | 5.º    |                  |
| 1977-78   | 5     | 1ª Categoría Regional Preferente | 16.º   |                  |
| 1978-79   | 5     | Regional Preferente              | 17.º   |                  |
| 1979-80   | 5     | Regional Preferente              | 17.º   |                  |
| 1980-81   | 5     | Regional Preferente              | 4.º    |                  |
| 1981-82   | 5     | Regional Preferente              | 5.º    |                  |
| 1982-83   | 5     | Regional Preferente              | 9.º    |                  |
| 1983-84   | 5     | Regional Preferente              | 10.º   |                  |
| 1984-85   | 5     | Regional Preferente              | 6.º    |                  |
| 1985-86   | 5     | Regional Preferente              | 13.º   |                  |
| 1986-87   | 5     | Regional Preferente              | 14.º   |                  |
| 1987-88   | 5     | Regional Preferente              | 1.º    |                  |
| 1988-89   | 4     | 3.ª División                     | 4.º    |                  |
| 1989-90   | 4     | 3.ª División                     | 5.º    |                  |
| 1990-91   | 4     | 3.ª División                     | 5.º    | 1.ª ronda previa |
| 1991-92   | 4     | 3.ª División                     | 19.º   | 2.ª ronda previa |
| 1992-93   | 5     | Regional Preferente              | 5.º    |                  |
| 1993-94   | 5     | Regional Preferente              | 2.º    |                  |
| 1994-95   | 4     | 3.ª División                     | 12.º   |                  |
| 1995-96   | 4     | 3.ª División                     | 20.º   |                  |
| 1996-97   | 5     | Regional Preferente              | 2.º    |                  |
| 1997-98   | 4     | 3.ª División                     | 18.º   |                  |
| 1998-99   | 5     | Regional Preferente              | 14.º   |                  |
| 1999-2000 | 5     | Regional Preferente              | 7.º    |                  |

| Temporada | Nivel | Categoría           | Puesto | Copa del Rey |
| --------- | ----- | ------------------- | ------ | ------------ |
| 2000-01   | 5     | Regional Preferente | 13.º   |              |
| 2001-02   | 5     | Regional Preferente | 12.º   |              |
| 2002-03   | 5     | Regional Preferente | 19.º   |              |
| 2003-04   | 6     | 1.ª Regional        | 8.º    |              |
| 2004-05   | 6     | 1.ª Regional        | 1.º    |              |
| 2005-06   | 5     | Regional Preferente | 4.º    |              |
| 2006-07   | 4     | 3.ª División        | 18.º   |              |
| 2007-08   | 5     | Regional Preferente | 9.º    |              |
| 2008-09   | 5     | Regional Preferente | 1.º    |              |
| 2009-10   | 4     | 3.ª División        | 16.º   |              |
| 2010-11   | 4     | 3.ª División        | 20.º   |              |
| 2011-12   | 5     | Regional Preferente | 1.º    |              |
| 2012-13   | 4     | 3.ª División        | 11.º   |              |
| 2013-14   | 4     | 3.ª División        | 4.º    |              |
| 2014-15   | 4     | 3.ª División        | 8.º    |              |
| 2015-16   | 4     | 3.ª División        | 14.º   |              |
| 2016-17   | 4     | 3.ª División        | 14.º   |              |
| 2017-18   | 4     | 3.ª División        | 8.º    |              |
| 2018-19   | 4     | 3.ª División        | 10.º   |              |
| 2019-20   | 4     | 3.ª División        | 10.º   |              |
| 2020-21   | 4     | 3.ª División        | 13.º   |              |
| 2021-22   | 5     | 3.ª División RFEF   | 8.º    |              |
| 2022-23   | 5     | 3.ª Federación      | 5.º    |              |
| 2023-24   | 5     | 3.ª Federación      | 6.º    |              |
| 2024-25   | 5     | 3.ª Federación      |        |              |

## Palmarés

### Torneos nacionales
- Tercera División (1): 1965-66.
- Subcampeón de Tercera División (1): 1964-65.

### Torneos autonómicos
- Campeonato Astur-Montañés de Aficionados (1): 1949-50.[n. 1]
- Subcampeón del Campeonato de Asturias de Aficionados (2): 1972-73 y 1973-74.
- Regional Preferente (4): 1962-63, 1987-88, 2008-09 y 2011-12.
- Subcampeón de Regional Preferente (2): 1993-94 y 1996-97.
- Primera Regional (1): 2004-05.
- Segunda Regional (1): 1951-52.

### Torneos amistosos
- Trofeo Chosco de Tineo (1): 2012.
- Trofeo Memorial Armando Méndez (1): 2012.